# Микадо, Микита
Микита (Никита) Микадо — предприниматель белорусского происхождения, создатель компании-единорога PandaDoc. Настоящая фамилия — Теплоухов, прозвище Микадо получил от иноязычного партнера по стартапу, который никак не мог правильно произнести его имя Микита.

## Биография
Микадо родился в Минске, учился в БГУИР с 2001 по 2006 год. В возрасте 19 лет поехал в США по программе Work and Travel. Помимо студенческих подработок, в этот период он стал делать первые шаги в разработке сайтов и ПО.
В 2011 году Микадо вернулся в Беларусь, совместно со своим другом Сергеем Борисюком он основал старт-ап Quote Roller. Их продукт позволял систематизировать и рассылать коммерческие предложения. К 2013 году из стартапа компания выросла в PandaDoc, облачный сервис документооборота с клиентской базой из более чем 3000 предприятий.
В 2013 году Микадо переехал в Сан-Франциско, где ему удалось привлечь 5 млн долларов инвестиций от таких компаний, как Kima Ventures, Altair Capital и Fabrice Grinda. К 2015 году, 16 сотрудников PandaDoc работали в Минском офисе и 14 — в Сан-Франциско.
В 2017 году в следующем раунде инвестиций PandaDoc привлёк 15 млн долларов от Rembrandt Ventures Partners, Microsoft Ventures, HubSpot, EBRD и Altos Ventures.
В 2020-м году Микадо снялся в документальном фильме Юрия Дудя «Как устроена IT-столица мира». Как и остальные герои фильма, после его выхода Микадо стал широко известен в среде русскоязычных пользователей Интернета и особенно молодых людей из IT сферы.
В 2021 году PandaDoc привлекла новый раунд финансирования с оценкой в 1 миллиард долларов США.

## Социальная деятельность
В период массовых протестов после президентских выборов 2020 года, в августе Микадо присоединился к инициативе Protect Belarus и предложил юридическую, образовательную и финансовую помощь силовикам, которые в знак протеста против жестокого подавления мирных протестов уволились из органов. Десятки из них успешно перешли на работу в IT сектор. Власти ответили ударом по PandaDoc: в минском офисе прошёл обыск, счета компании заблокировали, а четырёх сотрудников арестовали и предъявили им обвинения в уголовном деле о хищении в особо крупном размере. Трое были позднее отпущены, однако продакт менеджера Виктора Кувшинова продержали в тюрьме больше года.
В 2022 году, Микадо инвестировал в старт-ап «Место» — платформу, которая помогает русскоязычным работникам творческого и IT сектора с релокацией на Кипр и Бали, предоставляя юридическую помощь, страховку, ко-ливинги и другие услуги по легализации статуса в новой стране.